# Viana de Cega
Viana de Cega es un municipio y localidad española de la provincia de Valladolid, en la comunidad autónoma de Castilla y León. El término tiene una población de 2292 habitantes (INE 2024). repartida en dos núcleos de población: la localidad de Viana de Cega como tal (99,98%) y el Pago de Viñagrande (0,02%).

## Geografía

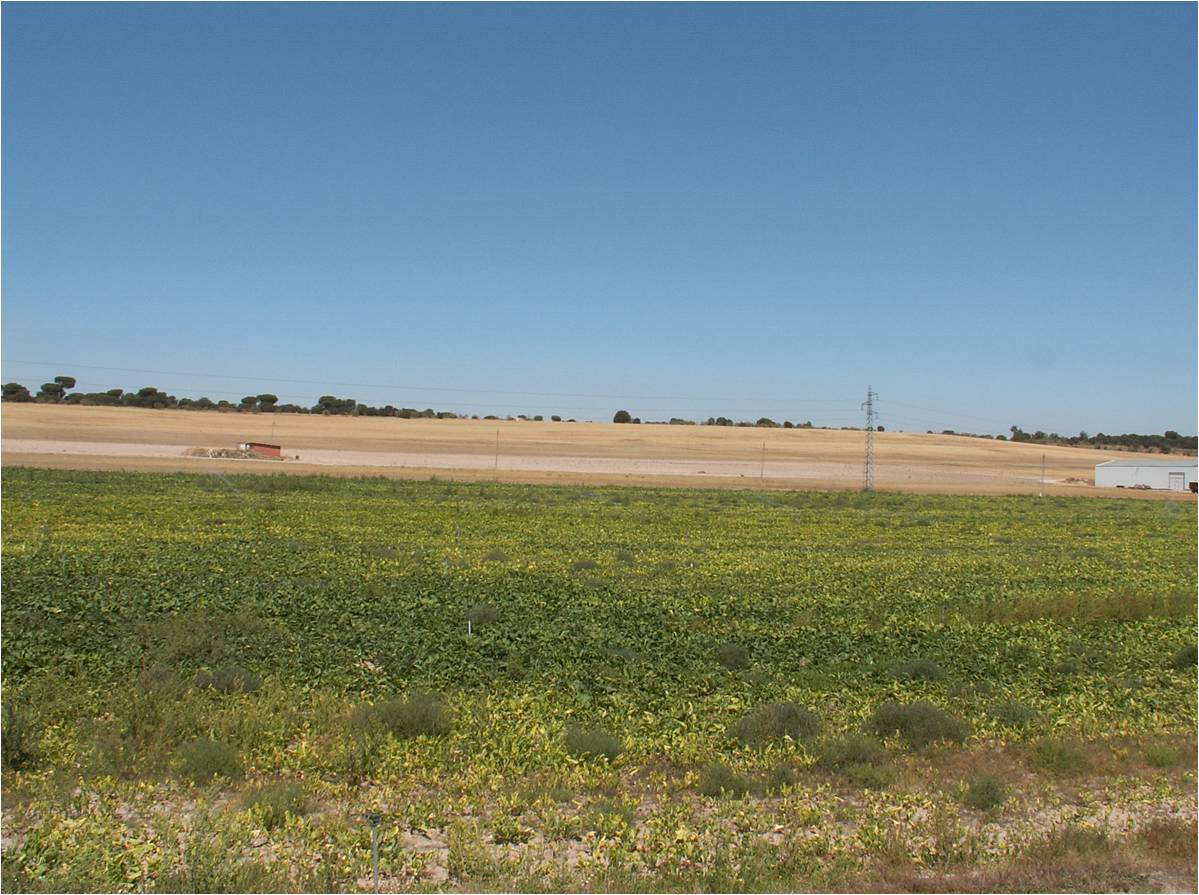
Paso inferior en travesía del moral.

La forma de vida mayoritaria es en zonas residenciales de viviendas unifamiliares aisladas, pareadas y adosadas, contando con muy pocos edificios en altura, lo que le confiere un fuerte carácter de población ajardinada. La localidad de Viana se encuentra situada a 15 km de la capital, en el denominado Alfoz vallisoletano. Se comunica con la capital a través de la carretera autonómica CL-600, que enlaza las autovías A-62 (Simancas) y A-11 (Tudela de Duero), bien a través de la A-601, o bien a través de la autovía N-601. Cuenta con estación de ferrocarril (línea Madrid-Irún), que dista 12 km de la estación Campo Grande de Valladolid, aunque no cuenta con muchas frecuencias. También se conecta a través de autobús con la capital, pasando por Boecillo y Laguna de Duero, población en la que se encuentra su centro de salud de referencia.
En cuanto a su situación geográfica, Viana de Cega es una de las puertas de la comarca de Tierra de Pinares (aunque no se asocia directamente a ella dada su cercanía a Valladolid), por lo que lógicamente su vegetación más abundante es el pino. Está además bañada por el río Cega al este y norte del término municipal, rodeando casi todo el casco urbano y por el río Adaja al oeste, ambos afluentes del Duero y que marcan los límites de su término. Limita con los términos municipales de las poblaciones de Boecillo, Valdestillas, Valladolid, Villanueva de Duero y La Pedraja de Portillo.

## Historia

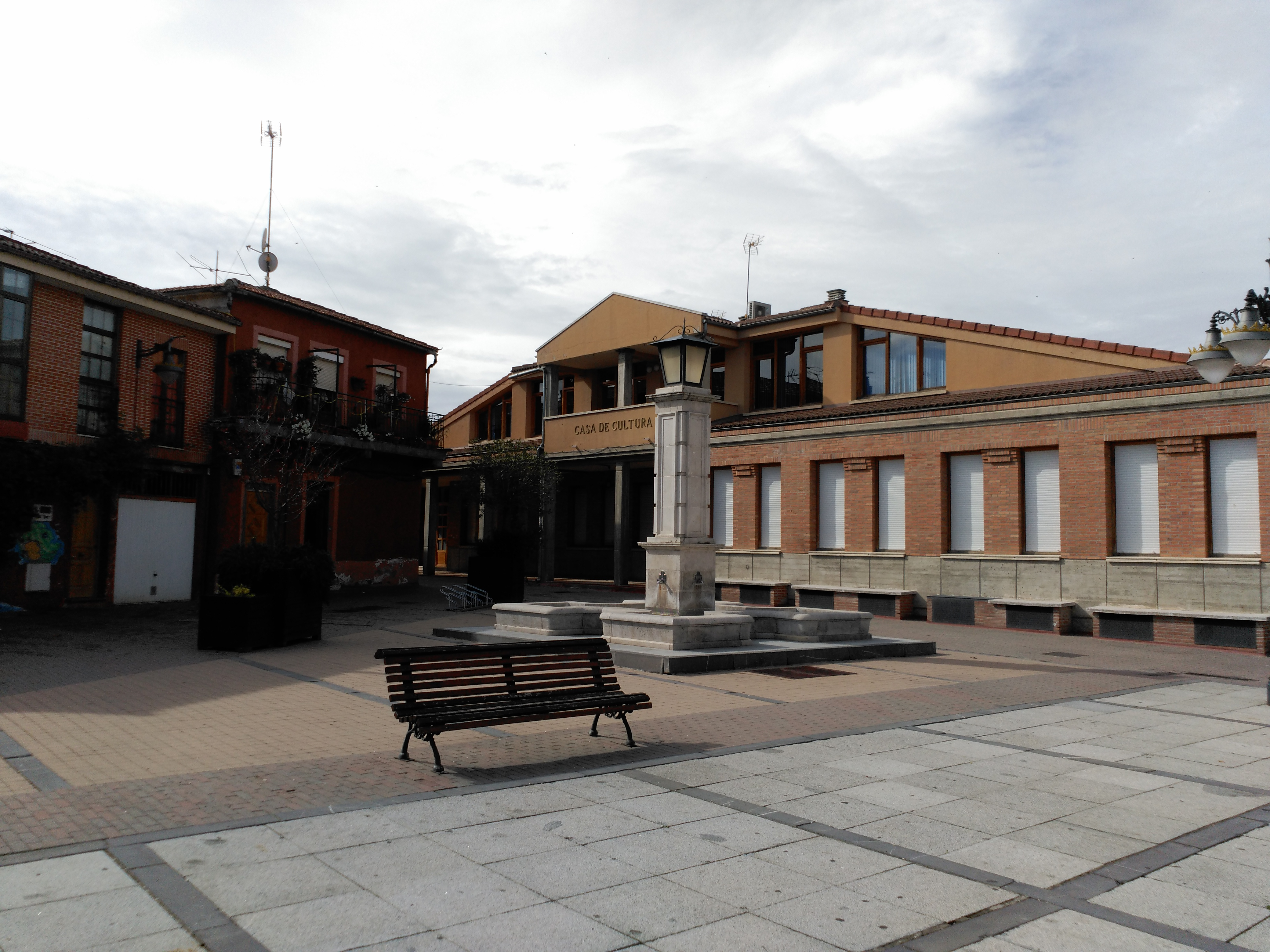
Plaza mayor de Viana de Cega, año 2015.

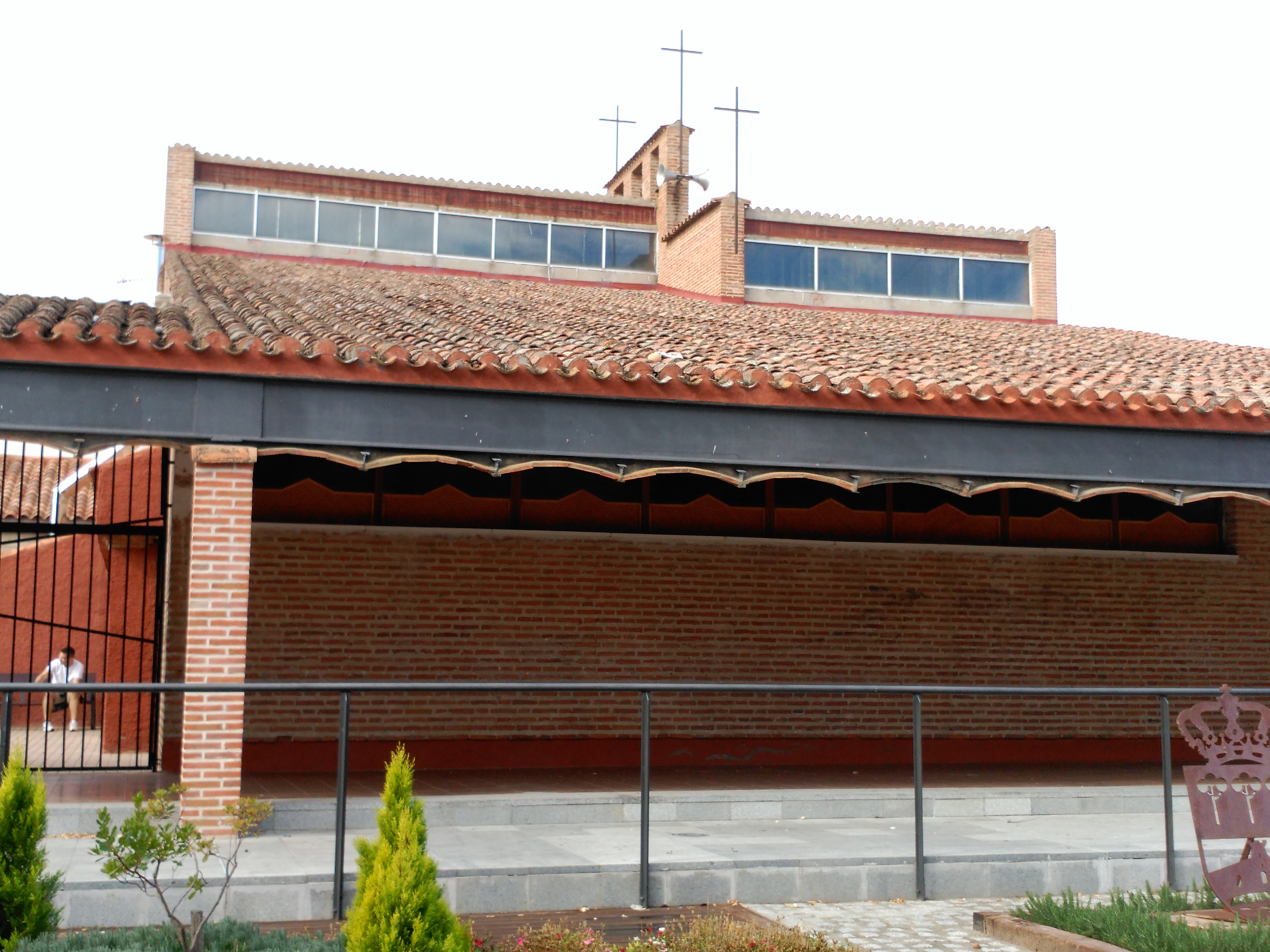
Iglesia nueva de Nuestra Señora de las Nieves, año 2015.

La historia de Viana de Cega no es muy larga ni conocida. Tan solo posee algunas esculturas góticas en el interior de su iglesia como antigüedades reseñables y la mayor parte de la población es originaria de otros lugares.[cita requerida]
La vieja iglesia, que se encontraba junto al río (lo que resulta poco frecuente en los pueblos de la zona), fue derribada y sustituida en la década de los sesenta por otra situada en un lugar mucho más céntrico del casco urbano. Perdiendo así su gran retablo dorado, que actualmente se exhibe en el Alcázar de Segovia.[cita requerida]
Las referencias históricas que se conocen de Viana de Cega son escasas y escuetas.
A mediados del siglo XIX, el lugar contaba con una población censada de 136 habitantes. La localidad aparece descrita en el decimosexto volumen del Diccionario geográfico-estadístico-histórico de España y sus posesiones de Ultramar de Pascual Madoz de la siguiente manera:

VIANA DE CEGA: v. con ayunt, en la prov., aud. terr., c g. y dióc. de Valladolid (3 leg.), part. jud. de Olmedo (5). sit. en llano á la márg. del r. Cega, goza de buena ventilacion y clima sano: tiene 38 casas, algunas de ellas con pozos de buenas aguas; escuela de instruccion primaria á cargo de un maestro dotado con 800 rs.; una igl. parr. (Ntra. Sra. de la Alegría) servida por un cura y un sacristan: confina el térm. con los de Portillo, Boecillo, Valdestillas y Villanueva de Duero: el terreno fertilizado por el Cega y por un arroyo sin nombre, que desagua en aquel, es de buena calidad; comprende un pinar, un prado y 2 arboledas. caminos: los locales en mediano estado. correo: se recibe y despacha en Valladolid. prod.: cereales, legumbres, vino, piñon, maderas y pastos con los que se mantiene ganado lanar y las yuntas de vacuno y mular necesarias para la agricultura. ind.: la agrícola y la monda del piñon. pobl.: 30 vec., 136 alm. cap. prod.: 321,122 rs. imp.: 32,030.
(Madoz, 1850, p. 9)

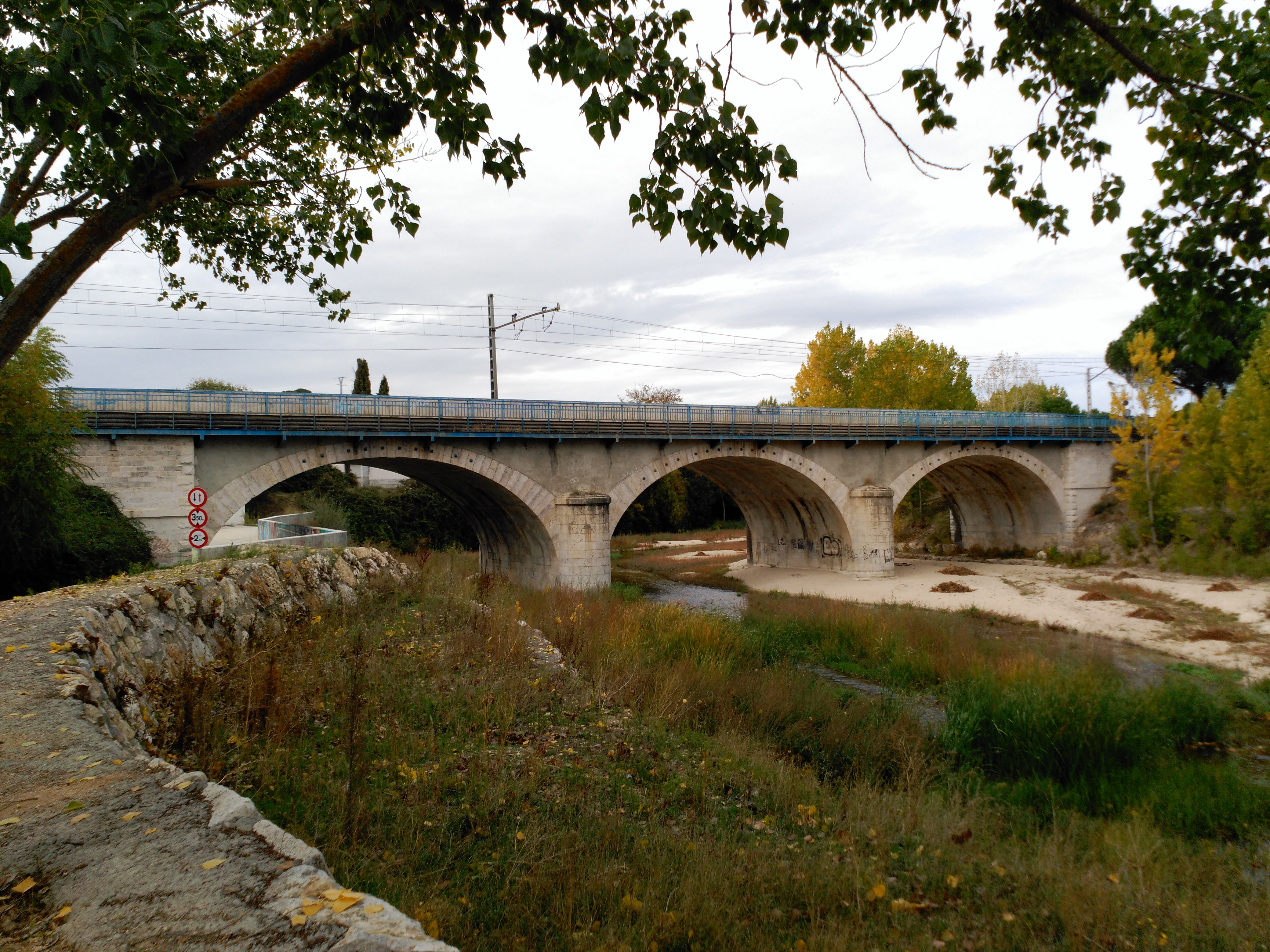
Puente del ferrocarril sobre el río Cega

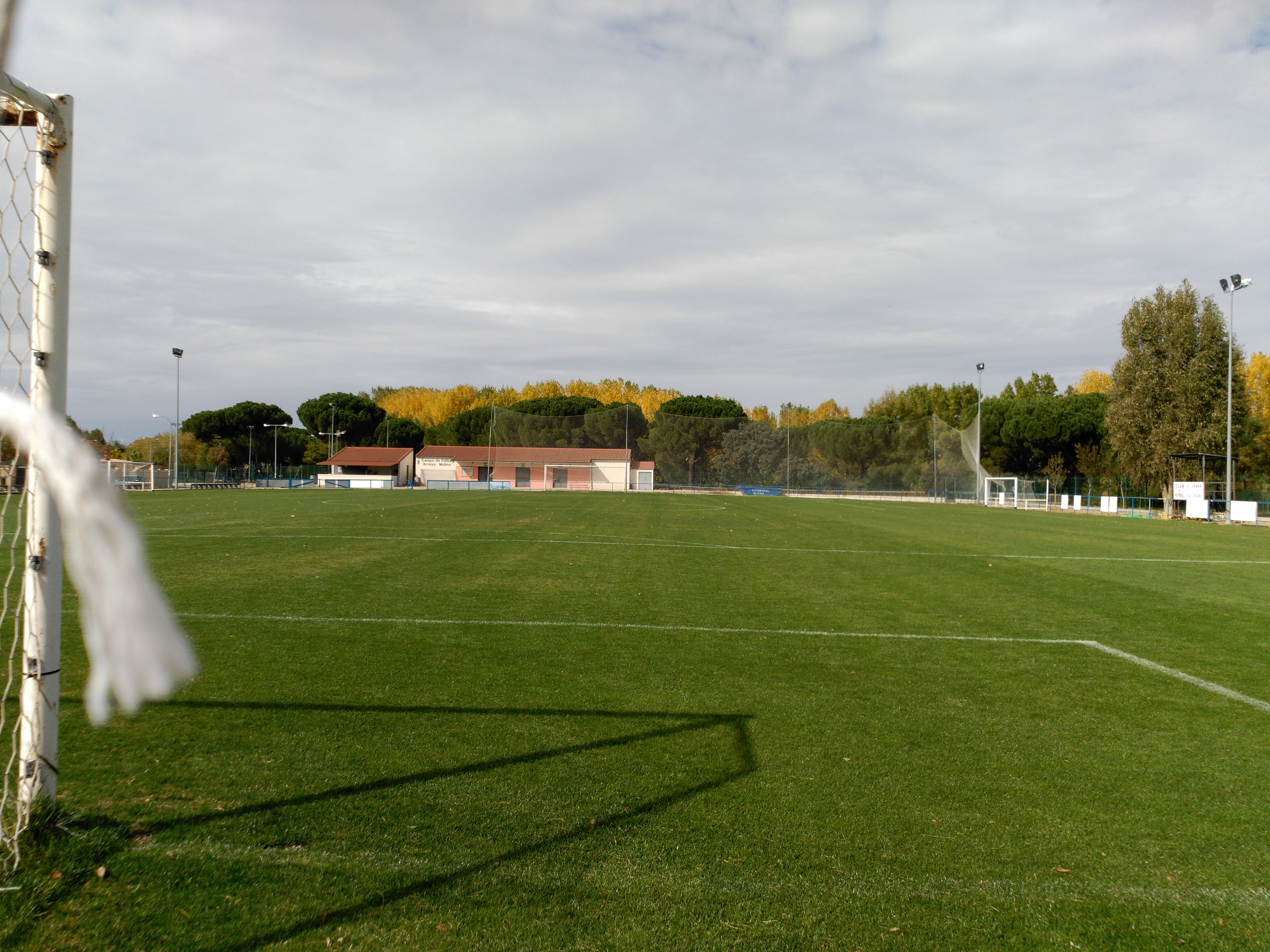
Campo de fútbol Arroyo Molino

Se puede conocer algún dato a través de los archivos de RENFE donde consta la estación en dicho pueblo e imágenes del puente por donde pasa el ferrocarril. También en documentos militares figura el día que prendió el polvorín de guerra y cuando casi todos los vecinos habían huido al monte, milagrosamente el viento cambio de dirección y salvó al pueblo de las llamas. Ese día se celebra la Virgen de la Milagrosa, con una procesión en su honor.[cita requerida]
El 11 de septiembre de 1873 sucedió el accidente ferroviario de Viana de Cega en el que murieron 21 personas.

## Demografía
Cuenta con una población de 2292 habitantes (INE 2024).
| Gráfica de evolución demográfica de Viana de Cega entre 1842 y 2021                                                   |
| |
| Población de derecho según los censos de población del INE. Población de hecho según los censos de población del INE. |

## Economía
Su economía está basada fundamentalmente en el sector servicios y muy minoritariamnete en la agricultura. Al situarse tan cerca de Valladolid la mayoría de su población trabaja allí por lo que es considerado un pueblo dormitorio.

## Cultura

### Fiestas
En Viana de Cega se celebran dos fiestas, de marcado carácter religioso: En invierno se celebra la Virgen de las Candelas el día 2 de febrero, aunque también aprovechan para honrar a San Blas el día 3 de febrero y a Santa Águeda el día 5. También destacan las actividades del Verano Cultural y Deportivo, que se prolongan desde julio hasta mediados de agosto. Durante estas fechas se realizan torneos deportivos y actividades culturales como cine, charlas, actuaciones folclóricas, exposiciones, etc. Después comienza la semana de Fiestas en honor a San Roque y la Virgen de la Asunción, los días 15 y 16 de agosto.
En estas fiestas se celebran todo tipo de actividades culturales y taurinas -desencajonamiento de toros-, además de actuaciones musicales, pasacalles con cabezudos y diversas actividades para los más pequeños.
También se celebran las Navidades y los Carnavales.

### Museos
- Museo Taurino Emilio Casares Herrero